# 1326 Losaka
1326 Losaka è un asteroide della fascia principale del diametro medio di circa 22,47 km. Scoperto nel 1934, presenta un'orbita caratterizzata da un semiasse maggiore pari a 2,6665358 UA e da un'eccentricità di 0,2247766, inclinata di 15,98904° rispetto all'eclittica.
Prende il nome dalla città Lusaka nello Zambia.